# Liste der Orte im Landkreis Vulkaneifel

Wappen des Landkreises Vulkaneifel

Die Liste der Orte im Landkreis Vulkaneifel enthält die Verbandsgemeinden, die Ortsgemeinden und die Gemeindeteile im Landkreis Vulkaneifel in Rheinland-Pfalz.
Es handelt sich dabei um das amtliche Verzeichnis der Gemeinden und Gemeindeteile und setzt sich zusammen aus dem vom Statistischen Landesamt Rheinland-Pfalz geführten amtlichen Namensverzeichnis der Gemeinden und dem vom Landesamt für Vermessung und Geobasisinformation Rheinland-Pfalz geführten amtlichen Verzeichnis der Gemeindeteile.

## Verbandsgemeinde Daun
Gemeinden und Gemeindeteile in der Verbandsgemeinde Daun:
- Betteldorf
  - Kahlenberghof
  - Kleewiesenhof
- Bleckhausen
  - Bleckhausenermühle
  - Hof an der Mark
- Brockscheid
- Darscheid
  - Thommen
  - Naturerlebniszentrum
- Daun, Stadt
  - Boverath (Ortsbezirk)
  - Daun
  - Eischeiderhof
  - Gemünden (Ortsbezirk)
  - Neunkirchen (Ortsbezirk)
  - Neunkirchener Mühle
  - Pützborn (Ortsbezirk)
  - Hirsch- und Saupark
  - Rengen (Ortsbezirk)
  - Domäne
  - Lindenhof
  - Steinborn (Ortsbezirk)
  - Asseberghof
  - Jagdhaus Fackelberg
  - Laachmühle
  - Jagdhaus Asseberg
  - Unter Erdels
  - Zum Eichholz
  - Zum Schardenberg
  - Waldkönigen (Ortsbezirk)
  - Weiersbach (Ortsbezirk)
- Demerath
  - Demerathermühle
  - Kiefernhof
- Deudesfeld
  - Desserath
  - Hochscheiderhof
  - Jagdhaus Kurley im Speicherbachtal
  - Mausemühle
  - Turner Mühle
- Dockweiler
  - Boos-Hof
- Dreis-Brück
  - Brück
  - Dreis
  - Berghof
  - Dreisermühle
  - Wiesenhof
- Ellscheid
  - Hünenhof
  - Waldhof
- Gefell
- Gillenfeld
  - Andreashof
  - Auf der Maarhöhe
  - Birkenhof
  - Erlenhof
  - Hof Römerberg
  - Johanneshof
  - Maarhof
- Hinterweiler
- Hörscheid
  - Birkenhof
  - Sonnenhof
- Immerath
  - Heckenmühle
  - Immerathermühle
  - Scholzenhof
- Kirchweiler
  - Hammeshof
- Kradenbach
  - Auf dem Bur
- Mehren
  - Auf der Hardt
  - Mehrener Mühle
  - Kirchheimer Hof
  - Weinfelder Hof
  - Auf Biedenhof
  - Hof Zuckerberg
- Meisburg
  - Schafbrück, Gaststätte
  - Schneidemühle
  - Siedlung Rackenbach
  - Siedlung Rascheid
- Mückeln
  - Am Brandenbüsch
  - Sprinker Mühle
- Nerdlen
- Niederstadtfeld
  - Altenberger Hof
  - Heilsberger Hof
  - Trombacher Hof
- Oberstadtfeld
- Sarmersbach
  - Auf der Wässer
  - Hof Ahrhausen
- Saxler
  - Mariahof
  - Michelshof
  - Saxlermühle
  - Waldhof
  - Weierhof
- Schalkenmehren
  - Altburg
  - Bahnhof
  - Barninerhof
  - Bintener Hof
  - Ehem. Flakhaus
  - Observatorium Hoher List
  - Schalkenmehrener Mühle
  - Wohnmobilplatz
  - Im Burgkessel
- Schönbach
  - Berghof
  - Hubertushof
  - Schönbacher Mühle
- Schutz
  - Auf Kammern
  - Binsenmühle
- Steineberg
  - In Theisroth
- Steiningen
  - Lehnwaldhof
- Strohn
  - Altheck
  - Buchholz
  - Herrenbüsch
  - Hof Dornheck
  - Sprink
  - Tannenhof
  - Trautzberg
- Strotzbüsch
  - Auf Adelberg
  - Bernardyhof
  - Maasenhof
  - Strotzbüscher Mühle
  - Schiewich Hof
- Udler
  - Berghof
  - Waldhof
- Üdersdorf
  - Tettscheid (Ortsbezirk)
  - Birkenhof
  - Waldhof
  - Trittscheid (Ortsbezirk)
  - Eichenhof
  - Üdersdorf
  - Auf dem Binden
  - Dreisberghof
  - Eichelderhof
  - Haus Liesertal
  - Üdersdorfermühle
- Utzerath
  - Aspelnhof
  - Auf Thommen
  - Bahnhof Utzerath
  - Birkenhof
  - Fachklinik Thommen
  - Tannenhof
- Wallenborn
- Weidenbach
  - Mirscheiderhof
  - Sonnenhof
  - Waldhof
  - Wiesental
  - Hofgut Meier
- Winkel (Eifel)
  - Birkenhof
  - Eichenhof
  - Jagdhaus
  - Kreuzhof
  - Niederwinkel
  - Oberwinkel
  - Pappelhof
  - Reimelshof
  - Talhof
  - Tommelhof

## Verbandsgemeinde Gerolstein
Gemeinden und Gemeindeteile in der Verbandsgemeinde Gerolstein:
- Basberg
- Berlingen
  - Weilerhof
- Berndorf
  - Schwalbenhof
- Birgel
  - Bielenhof
  - Haus Müllers
  - Haus Papillon
  - Tannenhof
  - Hubertushof
- Birresborn
  - Forsthaus Waldfried
  - Mineralbrunnen
  - Rom
  - Vulkanhof
- Densborn
  - Altenhof
  - Forsthaus Meisbrück
  - Herscheiderhof
  - Jagdhaus Hubertusgrund
  - Lindenhof
  - Nollbergerhof
- Dohm-Lammersdorf
  - Dohm
  - Lammersdorf
- Duppach
  - Heilert
  - Weiermühle
- Esch
  - Am Schwarzenpütz
  - Eschermühle, Hargartenmühle
  - Leuteratherhof
  - Mieshof
  - Reinertshof
  - Tannenhof
  - Wacholderhof
- Feusdorf
  - Waldhof
- Gerolstein, Stadt
  - Bewingen (Ortsbezirk)
  - Im Wiesental
  - Büscheich (Ortsbezirk)
  - In der rauhen Wiese
  - Niedereich
  - Gees (Ortsbezirk)
  - Forsthaus Gees
  - Standortschießanlage Gees
  - Gerolstein
  - Buchenhof
  - Feriendorf Felsenhof
  - Fischzucht-Anstalt
  - Fuchsbau
  - Haus Waldfrieden
  - Immenhof
  - Im Schleifmühlchen
  - Meerfelder Hof
  - Nollenborn
  - Reginenhof
  - Sandborn
  - Schauerbach
  - Tannenhof
  - Waldhof
  - Wiesenhof
  - Hinterhausen (Ortsbezirk)
  - Lissingen (Ortsbezirk)
  - Denkelseifen
  - Eifel-Kaserne
  - Hof Schwammert
  - Michelbach (Ortsbezirk)
  - Forsthaus Grindelborn
  - Müllenborn (Ortsbezirk)
  - Haus Weitblick
  - Lenzenhof
  - Schäferhof
  - Schullandheim
  - Oos (Ortsbezirk)
  - Sonnenhof
  - Roth (Ortsbezirk)
  - Haus am Busch
- Gönnersdorf
  - An der Provinzialstraße
  - Hilgers, Hessenhaus
  - Achelshof
  - Hof Rothenstück
- Hallschlag
  - Frauenkronerweg
  - Köppheck
  - Siedlung
  - Steinebrück
  - Zur Kehr
- Hillesheim, Stadt
  - Bolsdorf (Ortsbezirk)
  - Weber-Hof
  - Hillesheim, Stadt
  - Alter Bahnhof
  - Am Breitstein
  - Am Liehr
  - Am Rosenberg
  - Crumps Mühle
  - Domäne
  - Eichholz
  - Niederbettingen (Ortsbezirk)
  - Bergfelder-Hof
- Hohenfels-Essingen
  - Grafenfelderhof
  - Römerhof
- Jünkerath
  - Dominikus-Savio-Haus
  - Hubertushof Fuchskaul
  - Glaadt
  - Rabenberger Höfe
- Kalenborn-Scheuern
  - Kalenborn
  - An der Acht
  - Birkenhof
  - In der Hillingswiese
  - Kammwiese
  - Scheuern
- Kerpen (Eifel)
  - Kerpen
  - Bernardyshof
  - Loogh (Ortsbezirk)
  - Looghermühle
- Kerschenbach
- Kopp
  - Berghof
  - Eichenhof
  - Eigelbach
  - Kirsthof
  - Schäfersruh
- Lissendorf
  - Dennerthof
  - Mühlenbachhof
  - Sonnenhof
- Mürlenbach
  - Etzenberg
  - Grindelborn
  - Hanert
  - Hardt
  - Haus Hersbach
  - Im Kreuzchen
  - Steinich
  - Weißenseifen
- Neroth
  - Standortschießanlage Gees
- Nohn
  - Dreymüllerhof
  - Nohnermühle
- Oberbettingen
  - Meyerhof
- Oberehe-Stroheich
  - Oberehe
  - Laubachs-Hof
  - Obereher Mühle
  - Stroheich
- Ormont
  - Neuenstein
  - Erlenphenn
- Pelm
  - Flemmingshöh, Jagdhaus
  - Kasselburg
  - Haus Sanddorn
  - Am Mühlenbach
  - Schloßbrunnen Gerolstein
- Reuth
  - Neureuth
- Rockeskyll
- Salm
  - Forsthaus Salm
  - Friedorfer Hof
  - Lindenhof
- Scheid
  - Birkenhof
  - Erlenhof
  - Lindenhof
  - Losheimerstraße
  - Schwalbenhof
  - Tannenhof
  - Wiesenhof
- Schüller
- Stadtkyll
  - Schönfeld (Ortsbezirk)
  - Schönfeldermühle
  - Stadtkyll
  - Arenbergisches Forsthaus
  - Hardthof
  - Haus Kalkerheck
  - Heidehof
  - Niederkyll
- Steffeln
  - Auel (Ortsbezirk)
  - Steffeln
  - Kirchenhof (ehem. Gem. Basberg)
  - Lehnerath (ehem. Gem. Basberg)
  - Lindenhof (ehem. Gem. Basberg)
  - Petershof (ehem. Gem. Basberg)
  - Rodert
  - Römerhof
  - Steffelner Mühle
  - Waldfrieden
- Üxheim
  - Heyroth (Ortsbezirk)
  - Heidehof
  - Leudersdorf (Ortsbezirk)
  - Flesten
  - Nollenbach
  - Niederehe (Ortsbezirk)
  - Eichen-Hof
  - Fohnhof
  - Marienhof
  - Wagenerhof
  - Üxheim-Ahütte (Ortsbezirk)
  - Beuerhof
  - Hammermühle
  - Paulushof
  - Wolfenbachermühle
- Walsdorf
  - Walsdorf
  - Zilsdorf (Ortsbezirk)
- Wiesbaum
  - Mirbach (Ortsbezirk)
  - Traudenhof
  - Wiesbaum
  - Auf dem Kruchler
  - Birkenhof
  - Laubornhof
  - Wiesbaumermühle

## Verbandsgemeinde Kelberg
Gemeinden und Gemeindeteile in der Verbandsgemeinde Kelberg:
- Arbach
  - Auf der Höhe
- Beinhausen
- Bereborn
  - Weilcheswieser Hof
- Berenbach
  - Further Mühle
  - Haus Geisbüsch
- Bodenbach
- Bongard
  - Forsthaus Barsberg
- Borler
  - Haus Heyerhütte
- Boxberg
  - Tannenhof
- Brücktal
  - Brücker Mühle
- Drees
  - Dreeser Mühle
- Gelenberg
- Gunderath
  - Blumsmühle
- Höchstberg
  - Bahnhof Uersfeld
- Horperath
  - Haus Hölzer
- Hörschhausen
- Kaperich
  - Bahnhof Uersfeld
  - Kölnische Höfe
- Katzwinkel
- Kelberg
  - Hünerbach (Ortsbezirk)
  - Schildwacht
  - Kelberg
  - Heidehaus
  - Köttelbach (Ortsbezirk)
  - Rothenbach-Meisenthal (Ortsbezirk)
  - Meisenthaler Mühle
  - Zermüllen (Ortsbezirk)
  - Kelbergermühle
- Kirsbach
- Kolverath
- Kötterichen
- Lirstal
- Mannebach
  - Sickerath
- Mosbruch
  - Friedrichsmühle
  - Zumried
- Neichen
- Nitz
  - Freunds-Mühle
- Oberelz
- Reimerath
  - Bruchhausen
- Retterath
  - Salcherath
- Sassen
- Uersfeld
  - Bergwerk Bergkrone
  - Forsthaus
  - Tabaksmühle
- Ueß
- Welcherath